# Grand Prix Jihoafrické republiky 1983
Grand Prix Jihoafrické republiky 1983 (oficiálně XVII Grand Prix of South Africa) se jela na okruhu Kyalami v Midrandu v Jihoafrické republice dne 15. října 1983. Závod byl patnáctým a zároveň posledním v pořadí v sezóně 1983 šampionátu Formule 1.

## Kvalifikace
| Poř.   | No. | Jezdec             | Konstruktér       | Časy v kvalifikaci | Časy v kvalifikaci | Ztráta |
| Poř.   | No. | Jezdec             | Konstruktér       | Q1                 | Q2                 | Ztráta |
| ------ | --- | ------------------ | ----------------- | ------------------ | ------------------ | ------ |
| 1      | 27  | Patrick Tambay     | Ferrari           | 1:06.554           | 1:07.029           | —      |
| 2      | 5   | Nelson Piquet      | Brabham-BMW       | 1:06.792           | 1:06.821           | +0.238 |
| 3      | 6   | Riccardo Patrese   | Brabham-BMW       | 1:08.181           | 1:07.001           | +0.447 |
| 4      | 28  | René Arnoux        | Ferrari           | 1:07.222           | 1:07.105           | +0.551 |
| 5      | 15  | Alain Prost        | Renault           | 1:07.186           | 1:08.136           | +0.632 |
| 6      | 1   | Keke Rosberg       | Williams-Honda    | 1:07.256           | 1:07.344           | +0.702 |
| 7      | 12  | Nigel Mansell      | Lotus-Renault     | 1:09.443           | 1:07.643           | +1.089 |
| 8      | 9   | Manfred Winkelhock | ATS-BMW           | 1:07.726           | 1:07.682           | +1.128 |
| 9      | 22  | Andrea de Cesaris  | Alfa Romeo        | 1:08.970           | 1:07.759           | +1.205 |
| 10     | 2   | Jacques Laffite    | Williams-Honda    | 1:07.931           | 1:08.652           | +1.377 |
| 11     | 11  | Elio de Angelis    | Lotus-Renault     | 1:07.937           | 1:07.980           | +1.383 |
| 12     | 8   | Niki Lauda         | McLaren-TAG       | 1:07.974           | 1:08.587           | +1.420 |
| 13     | 35  | Derek Warwick      | Toleman-Hart      | 1:08.061           | 1:08.301           | +1.507 |
| 14     | 16  | Eddie Cheever      | Renault           | 1:08.069           | 1:08.360           | +1.515 |
| 15     | 7   | John Watson        | McLaren-TAG       | 1:08.328           | 1:10.635           | +1.774 |
| 16     | 36  | Bruno Giacomelli   | Toleman-Hart      | 1:08.350           | 1:08.439           | +1.796 |
| 17     | 23  | Mauro Baldi        | Alfa Romeo        | 1:09.364           | 1:08.628           | +2.074 |
| 18     | 3   | Michele Alboreto   | Tyrrell-Ford      | 1:11.096           | 1:11.284           | +4.542 |
| 19     | 4   | Danny Sullivan     | Tyrrell-Ford      | 1:11.750           | 1:11.382           | +4.828 |
| 20     | 30  | Thierry Boutsen    | Arrows-Ford       | 1:11.988           | 1:11.658           | +5.104 |
| 21     | 25  | Jean-Pierre Jarier | Ligier-Ford       | 1:12.017           | 1:12.538           | +5.463 |
| 22     | 29  | Marc Surer         | Arrows-Ford       | 1:12.309           | 1:12.049           | +5.495 |
| 23     | 26  | Raul Boesel        | Ligier-Ford       | 1:12.745           | 1:13.330           | +6.191 |
| 24     | 17  | Kenny Acheson      | RAM-Ford          | 1:13.352           | Bez času           | +6.798 |
| 25     | 31  | Corrado Fabi       | Osella-Alfa Romeo | 1:14.483           | 1:13.656           | +7.102 |
| 26     | 32  | Piercarlo Ghinzani | Osella-Alfa Romeo | 1:14.903           | 1:15.503           | +8.349 |
| Zdroj: |     |                    |                   |                    |                    |        |

## Závod
| Poř.   | No. | Jezdec             | Konstruktér       | Počet kol | Čas/Odstoupení               | Pořadí na startu | Body |
| ------ | --- | ------------------ | ----------------- | --------- | ---------------------------- | ---------------- | ---- |
| 1      | 6   | Riccardo Patrese   | Brabham-BMW       | 77        | 1:33:25.708                  | 3                | 9    |
| 2      | 22  | Andrea de Cesaris  | Alfa Romeo        | 77        | + 9.319                      | 9                | 6    |
| 3      | 5   | Nelson Piquet      | Brabham-BMW       | 77        | + 21.969                     | 2                | 4    |
| 4      | 35  | Derek Warwick      | Toleman-Hart      | 76        | + 1 kolo                     | 13               | 3    |
| 5      | 1   | Keke Rosberg       | Williams-Honda    | 76        | + 1 kolo                     | 6                | 2    |
| 6      | 16  | Eddie Cheever      | Renault           | 76        | + 1 kolo                     | 14               | 1    |
| 7      | 4   | Danny Sullivan     | Tyrrell-Ford      | 75        | + 2 kola                     | 19               |      |
| 8      | 29  | Marc Surer         | Arrows-Ford       | 75        | + 2 kola                     | 22               |      |
| 9      | 30  | Thierry Boutsen    | Arrows-Ford       | 74        | + 3 kola                     | 20               |      |
| 10     | 25  | Jean-Pierre Jarier | Ligier-Ford       | 73        | + 4 kola                     | 21               |      |
| 11     | 8   | Niki Lauda         | McLaren-TAG       | 71        | Elektronika                  | 12               |      |
| 12     | 17  | Kenny Acheson      | RAM-Ford          | 71        | + 6 kol                      | 24               |      |
| NC     | 12  | Nigel Mansell      | Lotus-Renault     | 68        | + 9 kol                      | 7                |      |
| NC     | 26  | Raul Boesel        | Ligier-Ford       | 66        | + 11 kol                     | 23               |      |
| Ret    | 3   | Michele Alboreto   | Tyrrell-Ford      | 60        | Motor                        | 18               |      |
| Ret    | 27  | Patrick Tambay     | Ferrari           | 56        | Turbo                        | 1                |      |
| Ret    | 36  | Bruno Giacomelli   | Toleman-Hart      | 56        | Turbo                        | 16               |      |
| Ret    | 15  | Alain Prost        | Renault           | 35        | Turbo                        | 5                |      |
| Ret    | 31  | Corrado Fabi       | Osella-Alfa Romeo | 28        | Motor                        | 25               |      |
| Ret    | 11  | Elio de Angelis    | Lotus-Renault     | 20        | Motor                        | 11               |      |
| DSQ    | 7   | John Watson        | McLaren-TAG       | 18        | Předjíždění v zaváděcím kole | 15               |      |
| Ret    | 28  | René Arnoux        | Ferrari           | 9         | Motor                        | 4                |      |
| Ret    | 23  | Mauro Baldi        | Alfa Romeo        | 5         | Motor                        | 17               |      |
| Ret    | 9   | Manfred Winkelhock | ATS-BMW           | 1         | Motor                        | 8                |      |
| Ret    | 2   | Jacques Laffite    | Williams-Honda    | 1         | Smyk                         | 10               |      |
| Ret    | 32  | Piercarlo Ghinzani | Osella-Alfa Romeo | 1         | Motor                        | 26               |      |
| Zdroj: |     |                    |                   |           |                              |                  |      |

## Konečné pořadí po závodě
Pohár jezdců
| Pořadí | Jezdec         | Body |
| ------ | -------------- | ---- |
| 1      | Nelson Piquet  | 59   |
| 2      | Alain Prost    | 57   |
| 3      | René Arnoux    | 49   |
| 4      | Patrick Tambay | 40   |
| 5      | Keke Rosberg   | 27   |
| Zdroj: |                |      |

Pohár konstruktérů
| Pořadí | Konstruktér   | Body |
| ------ | ------------- | ---- |
| 1      | Ferrari       | 89   |
| 2      | Renault       | 79   |
| 3      | Brabham-BMW   | 72   |
| 4      | Williams-Ford | 36   |
| 5      | McLaren-Ford  | 34   |
| Zdroj: |               |      |